# Romeo Rivers
Romeo Rivers, född 28 mars 1907, död 4 maj 1986, var en kanadensisk ishockeyspelare.
Rivers blev olympisk guldmedaljör i ishockey vid vinterspelen 1932 i Lake Placid.